# Swissinfo

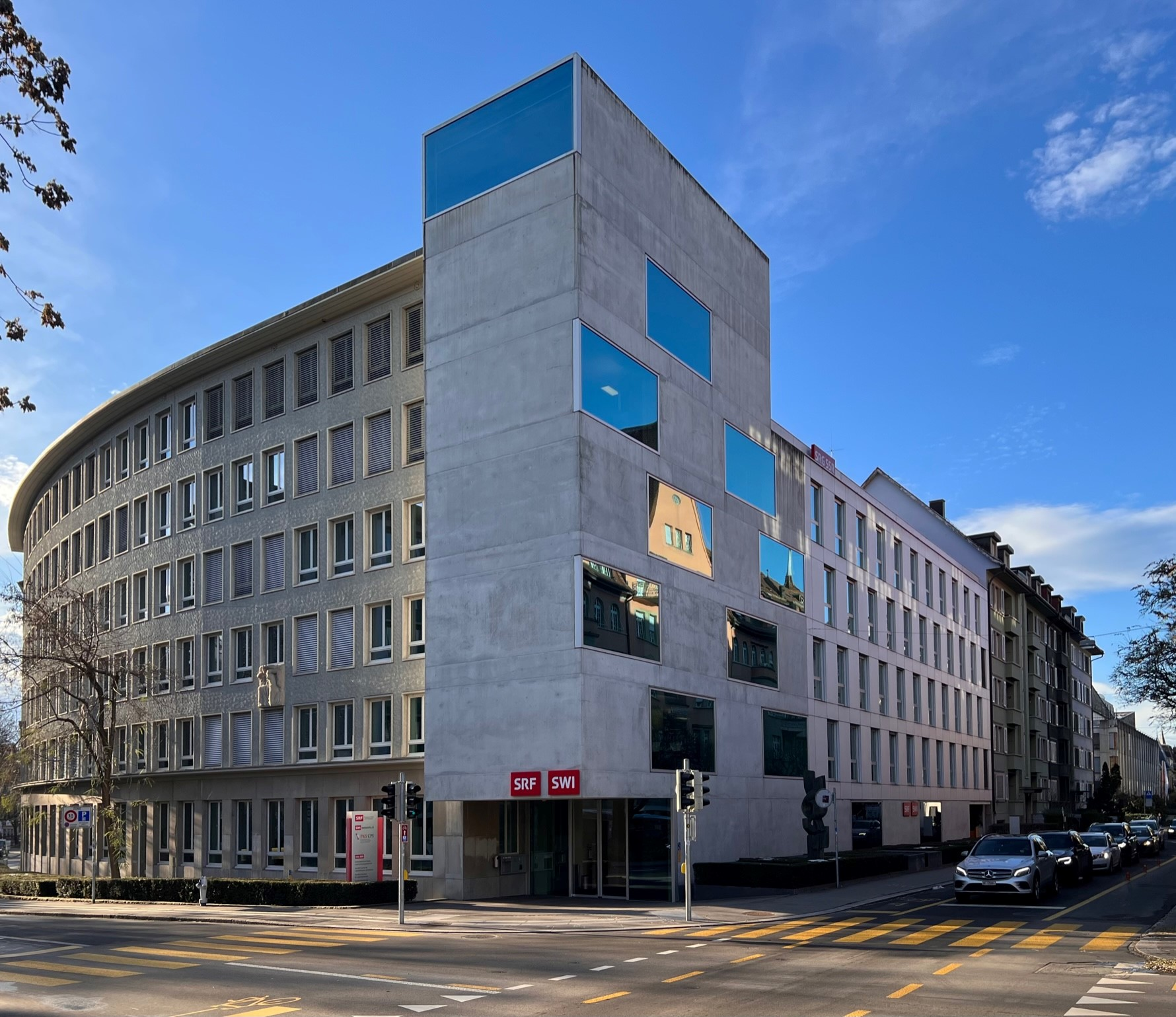
Sede de Swissinfo en Berna.

SWI swissinfo.ch es un portal suizo de noticias e información multimedia. Pertenece a la SRG SSR y su meta es el de informar a los suizos que viven en el exterior sobre su país; así como el de proyectar a Suiza en todo del mundo. Tiene su sede en Berna y cuenta con oficinas en Ginebra y Zúrich, así como representaciones en el Palacio federal de Suiza. Swissinfo está disponible en diez idiomas (alemán, francés, italiano, inglés, español, portugués, árabe, chino, ruso y japonés). Radio Nederland, Radio Canadá Internacional, NHK World y Polskie Radio son socios de SWI swissinfo.ch.
Swissinfo fue también la página web de Radio Suiza Internacional hasta 2004, cuando esa emisora fue clausurada.

## Historia
El 12 de marzo de 1999 apareció SWI swissinfo.ch como portal de Radio Suiza Internacional. Tenía entonces informaciones en francés, alemán, inglés y portugués. En el 2000 se le añaden el español, el italiano y el japonés. En 2001 el chino y el árabe. 
El 21 de marzo de 2005, el consejo de administración de la SRG SSR había decidido disminuir la oferta de SWI swissinfo.ch a un servicio más reducido y principalmente en inglés. Este servicio en inglés debía ser integrado en la Schweizer Radio DRS. Los idiomas nacionales de Suiza solamente se usarían para dar cierta información específica a los suizos en el exterior y sería hecho por las filiales de la SRG SSR. La intención de la SRG SSR fue rechazada por varios lectores y usuarios del portal. Sin embargo, la decisión de la SRG SSR tenía que ser aprobada por la Oficina Federal de Comunicaciones y por el Consejo Federal de Suiza.
En 2007, el Consejo Federal dio a SWI swissinfo.ch un nuevo mandato de prestación (de 2007 a 2011) en el que se fijaba claramente su función como un servicio de internet multilingüe enfocado en noticias, información y entretenimiento.
El 17 de enero de 2013 se creó la página en ruso.

## Características del sitio
SWI swissinfo.ch posee aplicaciones para teléfonos móviles y TV. Además de artículos escritos, Swissinfo ofrece producciones en vídeos, galerías de fotos y diaporamas. Tiene un archivo de audio (no disponible en español). SWI swissinfo.ch posee cuentas oficiales en Youtube, Facebook, Twitter y Instagram.
SWI swissinfo.ch proporciona un dosier en español llamado Guía de Suiza con información y consejos útiles destinados a los extranjeros, turistas y suizos expatriados. El dosier está dividido en seis secciones: Datos clave, Cultura y turismo, Trabajar en Suiza, Vivir en Suiza, Estudiar en Suiza y Política.